# Долгенькое (Двуречанский район)
Долгенькое (укр. Довгеньке) — село,
Кутьковский сельский совет,
Двуречанский район,
Харьковская область, Украина.
Код КОАТУУ — 6321882502. Население по переписи 2001 года составляет 2 (1/1 м/ж) человека.

## Географическое положение
Село Довгенькое находится между речками Нижняя Двуречная (2 км) и Верхняя Двуречная (4 км), недалеко от места их впадения в реку Оскол (8 км).
На расстоянии в 2 км расположены сёла Путниково и Кутьковка.

## История
- 1760 — дата основания.